# Janolus praeclarus
Janolus praeclarus is een slakkensoort uit de familie van de Janolidae. De wetenschappelijke naam van de soort werd in 1975 gepubliceerd door Bouchet.